# Sebastian Lindholm

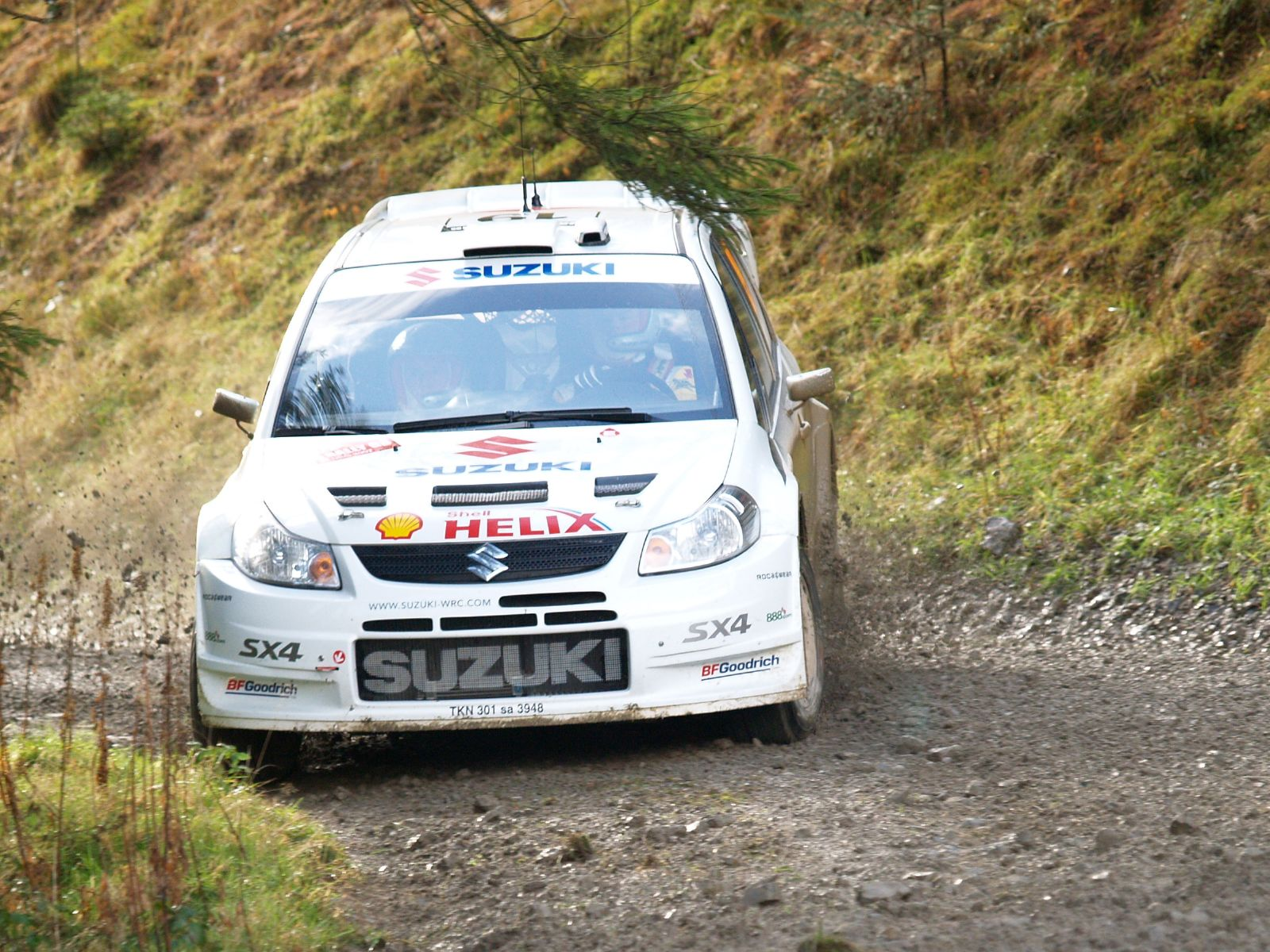
2007-ben a Wales-ralin

Sebastian "Basti" Lindholm (Helsinki, 1961. január 30. –) finn raliversenyző.

## Pályafutása
Nyolc alkalommal (1990, 1993, 1995, 2000, 2002, 2003, 2004 és 2006.) nyerte meg hazája ralibajnokságát. 1984-ben a finn ralin debütált a rali-világbajnokság mezőnyében. Karrierje során harminchét világbajnoki versenyen vett részt, ezalatt hat szakaszgyőzelmet, valamint harmincnyolc pontot szerzett. A 2007-es Wales-ralin, a Suzuki-gyár őt bízta meg a Suzuki SX4 WRC első murvás versenyén.

## Külső hivatkozások
- Profilja a rallybase.nl honlapon